# Oddíl astronautů NASA
Oddíl astronautů NASA je součást amerického Národního úřadu pro letectví a vesmír (NASA), která vybírá, trénuje a zařazuje astronauty do posádek amerických a mezinárodních vesmírných misí. Oddíl sídlí v Johnsonově vesmírném středisku (Lyndon B. Johnson Space Center) v Houstonu v Texasu, jeho členové však mohou být přiděleni na výcvik na jiná místa na základě požadavků pro konkrétní mise, například do Střediska přípravy kosmonautů J. A. Gagarina ve Hvězdném městečku u Moskvy.

## Historie
První skupinu amerických kandidátů na astronauty vytvořila NASA v roce 1959 pro svůj program pilotovaných kosmických letů Mercury. Její členy vybrala ze seznamu vojenských zkušebních pilotů splňujících předem stanovené kvalifikační požadavky, který na žádost NASA sestavily americké vojenské služby. Po přísném prověřování agentura oznámila, že vybrala skupinu „Mercury Seven“ s prvními sedmi budoucími astronauty.
Od té doby NASA vytvořila dalších 22 skupin kandidátů, do nichž postupně vedle vojenských pilotů začala zařazovat také civilisty s nejrůznějším zázemím, především vědce, lékaře, inženýry a učitele. Z tisíců obdržených přihlášek je vždy vybráno jen několik kandidátů na astronauty pro intenzivní výcvikový program –.ve výběru dosud uspělo 360 kandidátů, z toho 299 mužů a 61 žen; 220 kandidátů přišlo z vojenského prostředí a z nich bylo 196 pilotů.

## Aktivní astronauti
Od 6. srpna 2025, kdy oddíl opustil astronaut Barry Wilmore, ho tvoří 42 aktivních astronautů, mezi nimiž je 17 žen a 25 mužů. Nejvíce členů – celkem 149 – měl oddíl v roce 2000.
Všichni současní astronauti jsou ze 16. skupiny vybrané v roce 1996 a pozdějších skupin. V tabulce jsou kurzívou vyznačeny plánované lety, zeleným podbarvením pak současná přítomnost astronauta ve vesmíru.
| Astronaut                  | Mise | Skupina astronautů              |
| -------------------------- | --- | ------------------------------- |
| Nichole Ayersová           | SpaceX Crew-10 (Expedice 73)                                                                               | 23. skupina (výběr v roce 2021) |
| Michael Barratt            | Sojuz TMA-14 (Expedice 19/20) • STS-133 • SpaceX Crew-8 (Expedice 71)                                      | 18. skupina (výběr v roce 2000) |
| Kayla Barronová            | SpaceX Crew-3 (Expedice 66/67)                                                                             | 22. skupina (výběr v roce 2017) |
| Marcos Berríos             | | 23. skupina (výběr v roce 2021) |
| Christina Birchová         | | 23. skupina (výběr v roce 2021) |
| Stephen Bowen              | STS-126 • STS-132 • STS-133 • SpaceX Crew-6 (Expedice 68/69/70)                                            | 18. skupina (výběr v roce 2000) |
| Randolph Bresnik           | STS-129 • Sojuz MS-05 (Expedice 52/53)                                                                     | 19. skupina (výběr v roce 2004) |
| Deniz Burnhamová           | | 23. skupina (výběr v roce 2021) |
| Tracy Caldwellová Dysonová | STS-118 • Sojuz TMA-18 (Expedice 23/24) • Sojuz MS-25 (Expedice 71)                                        | 17. skupina (výběr v roce 1998) |
| Zena Cardmanová            | SpaceX Crew-11 (Expedice 73/74)                                                                            | 22. skupina (výběr v roce 2017) |
| Raja Chari                 | SpaceX Crew-3 (Expedice 66/67)                                                                             | 22. skupina (výběr v roce 2017) |
| Luke Delaney               | | 23. skupina (výběr v roce 2021) |
| Matthew Dominick           | SpaceX Crew-8 (Expedice 71)                                                                                | 22. skupina (výběr v roce 2017) |
| Andre Douglas              | | 23. skupina (výběr v roce 2021) |
| Michael Fincke             | Sojuz TMA-4 (Expedice 9) • Sojuz TMA-13 (Expedice 18) • STS-134 • SpaceX Crew-11 (Expedice 73/74)          | 16. skupina (výběr v roce 1996) |
| Victor Glover              | SpaceX Crew-1 (Expedice 64/65) • Artemis II                                                                | 21. skupina (výběr v roce 2013) |
| Nick Hague                 | Sojuz MS-10 • Sojuz MS-12 (Expedice 59/60) • SpaceX Crew-9 (Expedice 72)                                   | 21. skupina (výběr v roce 2013) |
| Jack Hathaway              | | 23. skupina (výběr v roce 2021) |
| Bob Hines                  | SpaceX Crew-4 (Expedice 67/68)                                                                             | 22. skupina (výběr v roce 2017) |
| Warren Hoburg              | SpaceX Crew-6 (Expedice 68/69/70)                                                                          | 22. skupina (výběr v roce 2017) |
| Jonathan Kim               | Sojuz MS-27 (Expedice 73)                                                                                  | 22. skupina (výběr v roce 2017) |
| Christina Kochová          | Sojuz MS-12/Sojuz MS-13 (Expedice 59/60/61) • Artemis II                                                   | 21. skupina (výběr v roce 2013) |
| Kjell Lindgren             | Sojuz TMA-17M (Expedice 44/45) • SpaceX Crew-4 (Expedice 67/68)                                            | 20. skupina (výběr v roce 2009) |
| Nicole Mannová             | SpaceX Crew-5 (Expedice 68)                                                                                | 21. skupina (výběr v roce 2013) |
| Katherine McArthurová      | STS-125 • SpaceX Crew-2 (Expedice 65/66)                                                                   | 18. skupina (výběr v roce 2000) |
| Anne McClainová            | Sojuz MS-11 (Expedice 58/59) • SpaceX Crew-10 (Expedice 73)                                                | 21. skupina (výběr v roce 2013) |
| Jessica Meirová            | Sojuz MS-15 (Expedice 61/62)                                                                               | 21. skupina (výběr v roce 2013) |
| Anil Menon                 | Sojuz MS-29 (Expedice 75)                                                                                  | 23. skupina (výběr v roce 2021) |
| Jasmin Moghbeliová         | SpaceX Crew-7 (Expedice 70)                                                                                | 22. skupina (výběr v roce 2017) |
| Andrew Morgan              | Sojuz MS-13/Sojuz MS-15 (Expedice 60/61/62)                                                                | 21. skupina (výběr v roce 2013) |
| Loral O'Harová             | Sojuz MS-24 (Expedice 70)                                                                                  | 22. skupina (výběr v roce 2017) |
| Donald Pettit              | STS-113/Sojuz TMA-1 (Expedice 6) • STS-126 • Sojuz TMA-03M (Expedice 30/31) • Sojuz MS-26 (Expedice 72)    | 16. skupina (výběr v roce 1996) |
| Francisco Rubio            | Sojuz MS-22/Sojuz MS-23 (Expedice 67/68/69)                                                                | 22. skupina (výběr v roce 2017) |
| Scott Tingle               | Sojuz MS-07 (Expedice 54/55) • Boeing Starliner-1                                                          | 20. skupina (výběr v roce 2009) |
| Mark Vande Hei             | Sojuz MS-06 (Expedice 53/54) • Sojuz MS-18/Sojuz MS-19 (Expedice 64/65/66)                                 | 20. skupina (výběr v roce 2009) |
| Jessica Watkinsová         | SpaceX Crew-4 (Expedice 67/68)                                                                             | 22. skupina (výběr v roce 2017) |
| Douglas Wheelock           | STS-120 • Sojuz TMA-19 (Expedice 24/25)                                                                    | 17. skupina (výběr v roce 1998) |
| Christopher Williams       | | 23. skupina (výběr v roce 2021) |
| Sunita Williamsová         | STS-116/STS-117 (Expedice 14/15) • Sojuz TMA-05M (Expedice 32/33) • Boeing CFT/SpaceX Crew-9 (Expedice-72) | 17. skupina (výběr v roce 1998) |
| Stephanie Wilsonová        | STS-121 • STS-120 • STS-131                                                                                | 16. skupina (výběr v roce 1996) |
| Reid Wiseman               | Sojuz TMA-13M (Expedice 40/41) • Artemis II                                                                | 20. skupina (výběr v roce 2009) |
| Jessica Wittnerová         | | 23. skupina (výběr v roce 2021) |

### Astronauti v managementu NASA
K 31. květnu 2025 bylo v agentuře zařazeno na manažerské pozice 12 astronautů, kteří zůstávali zaměstnanci NASA, ale již nebyli k dispozici pro jmenování do letové posádky. Z nich 9 působilo v Johnsonově vesmírném středisku v Houstonu v Texasu, 2 v centrále NASA (NASA Headquarters) ve Washingtonu, D.C., a 1 v Amesově výzkumném středisku (Ames Research Center) v lokalitě bývalé letecké základny námořnictva Moffett Field v Kalifornii. Byli jimi:
- Joseph Acaba – STS-119, Sojuz TMA-04M (Expedice 31/32), Sojuz MS-06 (Expedice 53/54)
- Richard Arnold – STS-119, Sojuz MS-08 (Expedice 55/56)
- Serena Auñón-Chancellorová – Sojuz MS-09 (expedice 56/57)
- Eric Boe – STS-126 • STS-133
- Kenneth Bowersox – STS-50, STS-61, STS-73, STS-82, STS-113 / Sojuz TMA-1 (Expedice 6)
- Yvonne Cagleová
- Timothy Creamer – Sojuz TMA-17 (expedice 22/23)
- Alvin Drew – STS-118, STS-133
- James Kelly – STS-102, STS-114
- Richard Linnehan – STS-78, STS-90, STS-109, STS-123
- Stanley Love – STS-122
- Lee Morin – STS-110

Nejvyšší řídicí funkcí v oddílu astronautů je Vedoucí kanceláře astronautů, který je současně hlavním poradcem ředitele NASA pro výcvik a další činnosti astronautů. Prvním vedoucím kanceláře, jmenovaným v roce 1962, byl astronaut Donald Slayton, v současnosti funkci vykonává astronaut Joseph Acaba.

### Plat astronautů
Platy nově najatých civilních astronautů byly původně založeny na platové stupnici federální vlády USA pro veřejné instituce, která je označována jako Obecný rozvrh (General Schedule). Kandidátů na astronauty a astronautů se týkaly stupně GS-11 až GS-14, mohli však být povýšeni až do nejvyššího stupně GS-15. Do konkrétního stupně byli zařazováni podle svých akademických výsledků a rozsahu zkušeností z praxe. V jednotlivých stupních se ještě platy rozlišovaly do kroků podle doby služby. A tak např. pro rok 2011 měli astronauti platy v rozmezí od 64 724 do 141 715 amerických dolarů ročně, o 4 roky později mezi 66 026 a 158 700 dolary ročně.
Od roku 2021 se platy civilních kandidátů na astronauty odvíjejí od zvláštní pravomoci NASA Excepted (NEX) vzhledem k jedinečné povaze jejich práce, povinností, pracovních rolí, požadavků a dalších aspektů plnění úkolů mise. NASA sice v náboru astronautů získává kandidáty s různými dovednostmi a zkušenostmi, ale protože nikdo nemá předchozí zkušenosti s prací astronauta, všichni začínají se stejným platem. NASA na svém webu v sekci pro uchazeče o výběr mezi astronauty uvádí, že se platová struktura v roce 2021 pohybovala od 141 888 do 183 300 dolarů ročně. Ve výzvě k podávání přihlášek k výběru kandidátů na astronauty v roce 2024 pak bylo uvedeno, že roční plat uchazeče při nástupu činí 152 258 dolarů.
Astronauti přicházející z vojenských jednotek jsou převeleni do Johnsonova vesmírného střediska a zůstávají v aktivní vojenské službě, z níž se odvíjí jejich plat, dovolená a další vojenské náležitosti.

## Kandidáti na astronauty

### Kvalifikační požadavky
Na kandidáty pro astronauty jsou kladeny různorodé požadavky. Kandidát musí být občanem USA a úspěšně absolvovat zdravotní prohlídku NASA pro dlouhodobé lety do vesmíru. Musí být držitelem magisterského titulu z univerzity nebo jiné akreditované instituce v oboru inženýrství, biologických věd, fyzikálních věd nebo matematiky. Po získání titulu musí získat alespoň dva roky odborné praxe v příbuzném oboru nebo – v případě vojenských pilotů – alespoň 1 000 hodin v postavení velícího pilota proudového letadla. Vědecký titul je žádoucí a může nahrazovat odbornou praxi (např. doktorský titul se počítá jako dvouletá praxe). Kandidáti musí mít také dovednosti v oblasti vedení, týmové práce a komunikace.
Zdravotní prohlídka v roce 2010 zahrnovala následující specifické požadavky:
- zraková ostrost na dálku a na blízko musí dosahovat 20/20 (pro každé oko zvlášť, povoleny jsou korekční pomůcky, např. brýle),
- refrakční chirurgické výkony oka (nápravy očních vad laserem) jsou povoleny za předpokladu, že od data výkonu uplynul alespoň 1 rok bez trvalých nežádoucích následků,
- krevní tlak při měření v sedě nesmí překročit 140/90 mm rtuťového sloupce,
- výška vestoje je mezi 157 a 190 cm (62 a 75 palci).

### Základní výcvik
Základní výcvik kandidátů na astronauty se skládá z pěti hlavních segmentů:
- obsluha a údržba složitých systémů Mezinárodní vesmírné stanice,
- výcvik pro výstupy do volného prostoru,
- rozvoj komplexních robotických dovedností,
- bezpečné ovládání cvičného letounu T-38 a
- znalost ruského jazyka.

Před dokončením základního výcviku rezignovali pouze tři kandidáti na astronauty – Brian O'Leary a Anthony Llewellyn, oba z výběrové skupiny 1967, a Robb Kulin ze skupiny 2017. O'Leary odešel v dubnu 1968 poté, co byly zrušeny tři plánované mise Apollo, Llewellyn v srpnu 1968 poté, co se nekvalifikoval jako pilot proudového letadla, a Kulin v srpnu 2018 z blíže nespecifikovaných osobních důvodů. Další kandidát na astronauta, Stephen Thorne, výcvik nedokončil, protože zemřel při letecké nehodě v květnu 1986. Nikdo z nich se tedy nestal členem oddílu astronautů.

### Současní kandidáti na astronauty
Od 5. března 2024, kdy byli mezi aktivní astronauty zařazeni členové 23. skupiny, nemá NASA žádného kandidáta na astronauta, který by procházel základním výcvikem. NASA ale v týž den zahájila příjem přihlášek do dalšího, již 24. výběru. Zájemci měli původně na přihlášení lhůtu do 2. dubna 2024, koncem března však byla prodloužena do 16. dubna 2024. Nástup do základního výcviku se předpokládá na podzim 2025.

## Dřívější členové oddílu astronautů
Výběr mezi kandidáty ani následné povýšení do postavení astronauta po absolvování základního tréninku nezaručuje, že astronaut skutečně poletí do vesmíru. Někteří z nich z oddílu dobrovolně odešli nebo byli zdravotně či jinak diskvalifikováni, aniž by se zúčastnili kosmického letu. Očekává se, že astronauti, kteří do oddílu přišli z civilního života, zůstanou alespoň pět let po dokončení základního výcviku.
V přímé souvislosti s kosmickým letem přišlo o život celkem 16 amerických astronautů. Tři členové oddílu astronautů (Gus Grissom, Edward White a Roger Chaffee) zahynuli 27. ledna 1967 během nehody při pozemním testování lodi v přípravě na misi Apollo 1. Dalších 13 členů oddílu zahynulo během letů raketoplánu Space Shuttle, a to 28. ledna 1986 na začátku mise STS-51-L (Francis Scobee, Michael Smith, Ellison Onizuka, Judith Resniková, Ronald McNair, Sharon McAuliffeová, Gregory Jarvis) a 1. února 2003 na konci mise STS-107 (Richard Husband, William McCool, Michael Anderson, David Brown, Kalpana Chawlaová, Laurel Clarková).
Další čtyři členové oddílu astronautů (Elliot See, Charles Bassett, Theodore Freeman a Clifton Williams) zahynuli při haváriích letadla T-38 během výcviku na kosmický let v programu Gemini a Apollo. Astronaut Edward Givens zemřel při automobilové nehodě v roce 1967, zatímco astronaut Manley Carter při havárii komerčního letadla v roce 1991.
Dva členové byli z oddílu nedobrovolně propuštěni pro obvinění z násilného trestného činu – Lisa Nowaková v roce 2007 a William Oefelein v roce 2008. Oba byli vráceni do služby u amerického námořnictva .

### Seznam dřívějších členů oddílu
A
- Loren Acton – STS-51-F
- James Adamson – STS-28, STS-43
- Thomas Akers – STS-41, STS-49, STS-61, STS-79
- Edwin Aldrin – Gemini 12, Apollo 11
- Andrew Allen – STS-46, STS-62, STS-75
- Joseph Allen – STS-5, STS-51-A
- Scott Altman – STS-90, STS-106, STS-109, STS-125
- William Anders – Apollo 8
- Clayton Anderson – STS-117 / STS-120 (Expedice 15), STS-131
- Michael Anderson – STS-89, STS-107
- Dominic Antonelli – STS-119, STS-132
- Jerome Apt – STS-37, STS-47, STS-59, STS-79
- Lee Archambault – STS-117, STS-119
- Neil Armstrong – Gemini 8, Apollo 11
- Jeffrey Ashby – STS-93, STS-100, STS-112

B
- James Bagian – STS-29, STS-40
- Ellen Bakerová – STS-34, STS-50, STS-71
- Michael Baker – STS-43, STS-52, STS-68, STS-81
- Daniel Barry – STS-72, STS-96, STS-105
- John-David Bartoe – STS-51-F
- Charles Bassett
- Alan Bean – Apollo 12, Skylab 3
- Robert Behnken – STS-123, STS-130, SpaceX Demo-2 (Expedice 63)
- John Blaha – STS-29, STS-33, STS-43, STS-58, STS-79 / STS-81 (Mir EO-22)
- Michael Bloomfield – STS-86, STS-97, STS-110
- Guion Bluford – STS-8, STS-61-A, STS-39, STS-53
- Karol Bobko – STS-6, STS-51-D, STS-51-J
- Charles Bolden – STS-61-C, STS-31, STS-45, STS-60
- Frank Borman – Gemini 7, Apollo 8
- Charles Brady – STS-78
- Jay Buckey – STS-90
- Vance Brand – Apollo-Sojuz Test Project, STS-5, STS-41B, STS-35
- Daniel Brandenstein – STS-8, STS-51-G, STS-32, STS-49
- Roy Bridges – STS-51-F
- Curtis Brown – STS-47, STS-66, STS-77, STS-85, STS-95, STS-103
- David Brown – STS-107
- Mark Brown – STS-28, STS-48
- James Buchli – STS-51-C, STS-61-A, STS-29, STS-48
- John Bull
- Daniel Burbank – STS-106, STS-115, Sojuz TMA-22 (expedice 29/30)
- Daniel Bursch – STS-51, STS-68, STS-77, STS-108 / STS-111 (Expedice 4)

C
- Robert Cabana – STS-41, STS-53, STS-65, STS-88
- Fernando Caldeiro
- Charles Camarda – STS-114
- Kenneth Cameron – STS-37, STS-56, STS-74
- Duane Carey – STS-109
- Scott Carpenter – Atlas Merkuru 7
- Gerald Carr – Skylab 4
- Manley Carter – STS-33
- John Casper – STS-36, STS-54, STS-62, STS-77
- Josh Cassada – SpaceX Crew-5 (Expedice 68)
- Christopher Cassidy – STS-127, Sojuz TMA-08M (Expedice 35/36), Sojuz MS-16 (Expedice 62/63)
- Robert Cenker – STS-61-C
- Eugene Cernan – Gemini 9A, Apollo 10, Apollo 17
- Laurel Clarková – STS-107
- Mary Cleaveová – STS-61-B, STS-30
- Michael Clifford – STS-53, STS-59, STS-76
- Michael Coats – STS-41-D, STS-29, STS-39
- Kenneth Cockrell – STS-56, STS-69, STS-80, STS-98, STS-111
- Catherine Colemanová – STS-73, STS-93, Sojuz TMA-20 (expedice 26/27)
- Eileen Collinsová – STS-63, STS-84, STS-93, STS-114
- Michael Collins – Gemini 10, Apollo 11
- Charles Conrad – Gemini 5, Gemini 11, Apollo 12, Skylab 2
- Gordon Cooper – Atlas Merkuru 9, Gemini 5
- Richard Covey – STS-51-I, STS-26, STS-38, STS-61
- John Creighton – STS-51-G, STS-36, STS-48
- Robert Crippen – STS-1, STS-7, STS-41-C, STS-41-G
- Roger Crouch – STS-83, STS-94
- Frank Culbertson – STS-38, STS-51, STS-105 / STS-108 (Expedice 3)
- Walter Cunningham – Apollo 7
- Robert Curbeam – STS-85, STS-98, STS-116
- Nancy Currie-Greggová – STS-57, STS-70, STS-88, STS-109

D
- Jan Davis – STS-47, STS-60, STS-85
- Lawrence DeLucas – STS-50
- Brian Duffy – STS-45, STS-57, STS-72, STS-92
- Charles Duke – Apollo 16
- Bonnie Dunbarová – STS-61-A, STS-32, STS-50, STS-71, STS-89
- James Dutton – STS-131
- Samuel Durrance – STS-35, STS-67

E
- Joe Edwards – STS-89
- Donn Eisele – Apollo 7
- Anthony England – STS-51-F
- Joe Engle – STS-2, STS-51I
- Jeanette Eppsová – SpaceX Crew-8 (Expedice 71)
- Ronald Evans – Apollo 17

F
- John Fabian – STS-7, STS-51-G
- Jean-Jacques Favier – STS-78
- Christopher Ferguson – STS-115, STS-126, STS-135
- Martin Fettman – STS-58
- Andrew Feustel – STS-125, STS-134, Sojuz MS-08 (Expedice 55/56)
- Jack Fischer – Sojuz MS-04 (Expedice 52/53)
- Anna Fisherová – STS-51-A
- William Fisher – STS-51-I
- Michael Foale – STS-45, STS-56, STS-63, STS-84 / STS-86 (Mir EO-23/24), STS-103, Sojuz TMA-3 (Expedice 8)
- Kevin Ford – STS-128, Sojuz TMA-06M (expedice 33/34)
- Michael Foreman – STS-123, STS-129
- Patrick Forrester – STS-105, STS-117, STS-128
- Michael Fossum – STS-121, STS-124, Sojuz TMA-02M (expedice 28/29)
- Theodore Freeman
- Stephen Frick – STS-110, STS-122
- Charles Fullerton – ALT, STS-3, STS-51-F

G
- Francis Gaffney – STS-40
- Ronald Garan – STS-124, Sojuz TMA-21 (expedice 27/28)
- Dale Gardner – STS-8, STS-51-A
- Guy Gardner – STS-27, STS-35
- Edwin Garn – STS-51-D
- Owen Garriott – Skylab 3, STS-9
- Charles Gemar – STS-38, STS-48, STS-62
- Michael Gernhardt – STS-69, STS-83, STS-94, STS-104
- Edward Gibson – Skylab 4
- Robert Gibson – STS-41-B, STS-61-C, STS-27, STS-47, STS-71
- Edward Givens
- John Glenn – Mercury-Atlas 6, STS-95
- Linda Godwinová – STS-37, STS-59, STS-76, STS-108
- Michael Good – STS-125, STS-132
- Richard Gordon – Gemini 11, Apollo 12
- Dominic Gorie – STS-91, STS-99, STS-108, STS-123
- Ronald Grabe – STS-51-J, STS-30, STS-42, STS-57
- Duane Graveline
- Frederick Gregory – STS-51-B, STS-33, STS-44
- William Gregory – STS-67
- Stanley Griggs – STS-51-D
- Virgil Grissom – Mercury-Redstone 4, Gemini 3, Apollo 1
- John Grunsfeld – STS-67, STS-81, STS-103, STS-109, STS-125
- Sidney Gutierrez – STS-40, STS-59

H
- Fred Haise – Apollo 13, ALT
- James Halsell – STS-65, STS-74, STS-83, STS-94, STS-101

- Kenneth Ham – STS-124, STS-132
- Blaine Hammond – STS-39, STS-64
- Gregory Harbaugh – STS-39, STS-54, STS-71, STS-82
- Bernard Harris – STS-55, STS-63
- Terry Hart – STS-41-C
- Henry Hartsfield – STS-4, STS-41-D, STS-61-A
- Frederick Hauck – STS-7, STS-51-A, STS-26
- Steven Hawley – STS-41-D, STS-61-C, STS-31, STS-82, STS-93
- Susan Helmsová – STS-54, STS-64, STS-78, STS-101, STS-102 / STS-105 (Expedice 2)
- Karl Henize – STS-51-F
- Thomas Hennen – STS-44
- Terence Henricks – STS-44, STS-55, STS-70, STS-78
- José Hernandez – STS-128
- John Herrington – STS-113
- Richard Hieb – STS-39, STS-49, STS-65
- Joan Higginbothamová – STS-116
- David Hilmers – STS-51-J, STS-26, STS-36, STS-42
- Kathryn Hireová – STS-90, STS-130
- Charles Hobaugh – STS-104, STS-118, STS-129
- Jeffrey Hoffman – STS-51-D, STS-35, STS-46, STS-61, STS-75
- Donald Holmquest
- Michael Hopkins – Sojuz TMA-10M (Expedice 37/38), SpaceX Crew-1 (Expedice 64)
- Scott Horowitz – STS-75, STS-82, STS-101, STS-105
- Millie Hughesová – STS-40
- Douglas Hurley – STS-127, STS-135, SpaceX Demo-2 (Expedice 63)
- Rick Husband – STS-96, STS-107

Ch
- Roger Chaffee – Apollo 1
- Gregory Chamitoff – STS-124 / STS-126 (expedice 17/18), STS-134
- Franklin Chang-Diaz – STS-61-C, STS-34, STS-46, STS-60, STS-75, STS-91, STS-111
- Philip Chapman
- Kalpana Chawlaová – STS-87, STS-107
- Leroy Chiao – STS-65, STS-72, STS-92, Sojuz TMA-5 (expedice 10)
- Kevin Chilton – STS-49, STS-59, STS-76

I
- James Irwin – Apollo 15
- Marsha Ivinsová – STS-32, STS-46, STS-62, STS-81, STS-98

J
- Gregory Jarvis – STS-51-L

- Mae Jemisonová – STS-47
- Tamara Jerniganová – STS-40, STS-52, STS-67, STS-80, STS-96
- Brent Jett – STS-72, STS-81, STS-97, STS-115
- Gregory C. Johnson – STS-125
- Gregory H. Johnson – STS-123, STS-134
- Thomas Jones – STS-59, STS-68, STS-80, STS-98

K
- Leonid Kadeňuk – STS-87

- Janet Kavandiová – STS-91, STS-99, STS-104
- Mark Kelly – STS-108, STS-121, STS-124, STS-134
- Scott Kelly – STS-103, STS-118, Sojuz TMA-01M (expedice 25/26), Sojuz TMA-16M / Sojuz TMA-18M (expedice 43/44/45/46)
- Joseph Kerwin – Skylab 2
- Susan Still-Kilrainová – STS-83, STS-94

- Robert Kimbrough – STS-126, Sojuz MS-02 (Expedice 49/50), SpaceX Crew-2 (Expedice 65/66)
- Timothy Kopra – STS-127 / STS-128 (Expedice 20), Sojuz TMA-19M (Expedice 46/47)
- Kevin Kregel – STS-70, STS-78, STS-87, STS-99

L
- Wendy Lawrenceová – STS-67, STS-86, STS-91, STS-114
- Mark Lee – STS-30, STS-47, STS-64, STS-82
- David Leestma – STS-41-G, STS-28, STS-45
- William Lenoir – STS-5
- Frederick Leslie – STS-73

- Don Lind – STS-51-B
- Byron Lichtenberg – STS-9

- Steven Lindsey – STS-87, STS-95, STS-104, STS-121, STS-133
- Jerry Linenger – STS-64, STS-81 / STS-84 (Mir EO-22/23)
- Gregory Linteris – STS-83, STS-94

- Paul Lockhart – STS-111, STS-113
- Michael Lopez-Alegria – STS-73, STS-92, STS-113, Sojuz TMA-9 (Expedice 14), Axiom Mission 1, Axiom Mission 3 (poslední dva lety mimo NASA)
- Christopher Loria
- John Lounge – STS-51-I, STS-26, STS-35
- Jack Lousma – Skylab 3, STS-3
- James Lovell – Gemini 7, Gemini 12, Apollo 8, Apollo 13
- George Low – STS-32, STS-43, STS-57
- Edward Lu – STS-84, STS-104, Sojuz TMA-2 (Expedice 7)
- Shannon Lucidová – STS-51-G, STS-34, STS-43, STS-58, STS-76 / STS-79 (Mir EO-21/22)

M
- Sandra Magnusová – STS-112, STS-126 / STS-119 (Expedice 18), STS-135
- Franco Malerba – STS-46

- Thomas Marshburn – STS-127, Sojuz TMA-07M (Expedice 34/35), SpaceX Crew-3 (Expedice 66/67)
- Michael Massimino – STS-109, STS-125
- Richard Mastracchio – STS-106, STS-118, STS-131, Sojuz TMA-11M (expedice 38/39)
- Ken Mattingly – Apollo 16, STS-4, STS-51-C
- William McArthur – STS-58, STS-74, STS-92, Sojuz TMA-7 (expedice 12)
- Christa McAuliffeová – STS-51-L

- Jon McBride – STS-41-B
- Bruce McCandless – STS-41-B, STS-31
- William McCool – STS-107
- Michael McCulley – STS-34
- James McDivitt – Gemini 4, Apollo 9
- Donald McMonagle – STS-39, STS-54, STS-66
- Ronald McNair – STS-41-B, STS-51-L
- Carl Meade – STS-38, STS-50, STS-64
- Bruce Melnick – STS-41, STS-49
- Pamela Melroyová – STS-92, STS-112, STS-120
- Leland Melvin – STS-122, STS-129
- Dorothy Metcalf-Lindenburgerová – STS-131
- Francis Michel
- Edgar Mitchell – Apollo 14
- Barbara Morganová – STS-118
- Čiaki Mukaiová – STS-65, STS-95

- Richard Mullane – STS-41-D, STS-27, STS-36
- Story Musgrave – STS-6, STS-51F, STS-33, STS-44, STS-61, STS-80

N
- Steven Nagel – STS-51-G, STS-61-A, STS-37, STS-55
- Bill Nelson – STS-61-C

- George Nelson – STS-41-C, STS-51-D, STS-26
- James Newman – STS-51, STS-69, STS-88, STS-109
- Carlos Noriega – STS-84, STS-97
- Lisa Nowaková – STS-121
- Karen Nybergová – STS-124, Sojuz TMA-09M (Expedice 36/37)

O
- Ellen Ochoaová – STS-56, STS-66, STS-96, STS-110
- Bryan O'Connor – STS-61-B, STS-40
- William Oefelein – STS-116
- John Olivas – STS-117, STS-128
- Ellison Onizuka – STS-51-C, STS-51-L
- Stephen Oswald – STS-42, STS-56, STS-67
- Robert Overmyer – STS-5, STS-51-B

P
- William Pailes – STS-51-J
- Scott Parazynski – STS-66, STS-86, STS-95, STS-100, STS-120
- Ronald Parise – STS-35, STS-67

- Robert Parker – STS-9, STS-35
- Nicholas Patrick – STS-116, STS-130
- James Pawelczyk – STS-90
- Gary Payton – STS-51-C

- Donald Peterson – STS-6
- John Phillips – STS-100, Sojuz TMA-6 (Expedice 11), STS-119
- William Pogue – Skylab 4
- Alan Poindexter – STS-122, STS-131
- Mark Polansky – STS-98, STS-116, STS-127
- Charles Precourt – STS-55, STS-71, STS-84, STS-91

R
- William Readdy – STS-42, STS-51, STS-79
- Kenneth Reightler – STS-48, STS-60
- James Reilly – STS-89, STS-104, STS-117
- Garrett Reisman – STS-123 / STS-124 (Expedice 16/17), STS-132
- Judith Resniková – STS-41-D, STS-51-L
- Paul Richards – STS-102
- Richard Richards – STS-28, STS-41, STS-50, STS-64
- Sally Rideová – STS-7, STS-41-G
- Patricia Robertsonová
- Stephen Robinson – STS-85, STS-95, STS-114, STS-130
- Kent Rominger – STS-73, STS-80, STS-85, STS-96, STS-100
- Stuart Roosa – Apollo 14
- Jerry Ross – STS-61-B, STS-27, STS-37, STS-55, STS-74, STS-88, STS-110
- Kathleen Rubinsová – Sojuz MS-01 (Expedice 48/49) • Sojuz MS-17 (Expedice 63/64)
- Mario Runco – STS-44, STS-54, STS-77

S
- Albert Sacco – STS-73

- Robert Satcher – STS-129
- Paul Scully-Power – STS-41-G

- Walter Schirra – Mercury-Atlas 8, Gemini 6A, Apollo 7
- Harrison Schmitt – Apollo 17
- Russell Schweickart – Apollo 9
- Francis Scobee – STS-41-C, STS-51-L
- David Scott – Gemini 8, Apollo 9, Apollo 15
- Winston Scott – STS-72, STS-87
- Richard Searfoss – STS-58, STS-76, STS-90
- Margaret Seddon – STS-51-D, STS-40, STS-58
- Elliot See
- Ronald Sega – STS-60, STS-76
- Piers Sellers – STS-112, STS-121, STS-132
- Brewster Shaw – STS-9, STS-61-B, STS-28
- Alan Shepard – Mercury-Redstone 3, Apollo 14
- William Shepherd – STS-27, STS-41, STS-52, Sojuz TM-31 / STS-102 (Expedice 1)
- Loren Shriver – STS-51-C, STS-31, STS-46
- Donald Slayton – Testovací projekt Apollo-Sojuz
- Michael Smith – STS-51-L
- Steven Smith – STS-68, STS-82, STS-103, STS-110
- Sherwood Spring – STS-61-B
- Robert Springer – STS-29, STS-38
- Thomas P. Stafford – Gemini 6A, Gemini 9A, Apollo 10, Apollo-Sojuz Test Project
- Heidemarie Stefanyshyn-Piperová – STS-115, STS-126
- Robert Stewart – STS-41-B, STS-51-J
- Susan Still-Kilrainová – STS-83, STS-94
- Nicole Stottová – STS-128 / STS-129 (Expedice 20/21), STS-133
- Frederick Sturckow – STS-88, STS-105, STS-117, STS-128
- Kathryn Sullivanová – STS-41-G, STS-31, STS-45
- Steven Swanson – STS-117, STS-119, Sojuz TMA-12M (expedice 39/40)
- Jack Swigert – Apollo 13

T
- Daniel Tani – STS-108, STS-120 / STS-122 (Expedice 16)
- Joseph Tanner – STS-66, STS-82, STS-97, STS-115
- Norman Thagard – STS-7, STS-51-B, STS-30, STS-42, Sojuz TM-21 / STS-71 (Mir EO-18)
- Andrew Thomas – STS-77, STS-89 / STS-91 (Mir EO-24/25), STS-102, STS-114
- Donald Thomas – STS-65, STS-70, STS-83, STS-94
- Kathryn Thorntonová – STS-33, STS-49, STS-61, STS-73
- William Thornton – STS-8, STS-51-B
- Pierre Thuot – STS-36, STS-49, STS-62
- Eugene Trinh – STS-50

- Richard Truly – STS-2, STS-8

V
- Lodewijk van den Berg – STS-51-B

- James van Hoften – STS-41-C, STS-51-I
- Charles Veach – STS-39, STS-52
- Terry Virts – STS-130, Sojuz TMA-15M (Expedice 42/43)
- James Voss – STS-44, STS-53, STS-69, STS-101, STS-102 / STS-105 (Expedice 2)
- Janice Vossová – STS-57, STS-63, STS-83, STS-94, STS-99

W
- Rex Walheim – STS-110, STS-122, STS-135
- David Walker – STS-51-A, STS-30, STS-53, STS-69
- Charles Walker – STS-41-D, STS-51-D, STS-61-B
- Shannon Walkerová –  Sojuz TMA-19 (Expedice 24/25) • SpaceX Crew-1 (Expedice 64/65)
- Carl Walz – STS-51, STS-65, STS-79, STS-108 / STS-111 (Expedice 4)
- Taylor Wang – STS-51-B

- Mary Weberová – STS-70, STS-101
- Paul Weitz – Skylab 2, STS-6
- James Wetherbee – STS-32, STS-52, STS-63, STS-86, STS-102, STS-113
- Edward White – Gemini 4, Apollo 1
- Peggy Whitsonová – STS-111 / STS-113 (Expedice 5), Sojuz TMA-11 (Expedice 16), Sojuz MS-03 / Sojuz MS-04 (Expedice 51/52/53), Axiom Mission 2 ((poslední let mimo NASA)
- Terrence Wilcutt – STS-68, STS-79, STS-89, STS-106
- Clifton Williams
- Donald Williams – STS-51-D, STS-34
- Jeffrey Williams – STS-101, Sojuz TMA-8 (Expedice 13), Sojuz TMA-16 (Expedice 21/22), Sojuz TMA-20M (Expedice 47/48)

- Barry Wilmore – STS-129 • Sojuz TMA-14M (Expedice 41/42) • Boeing Crew Flight Test/SpaceX Crew-9 (Expedice-72)
- Peter Wisoff – STS-57, STS-68, STS-81, STS-92
- David Wolf – STS-58, STS-86 / STS-89 (Mir EO-24), STS-112, STS-127
- Neil Woodward
- Alfred Worden – Apollo 15

Y
- John Young – Gemini 3, Gemini 10, Apollo 10, Apollo 16, STS-1, STS-9

Z
- George Zamka – STS-120, STS-130